# 帕夫利克河
帕夫利克河（烏克蘭語：Павлик），是烏克蘭的河流，位於該國西部外喀爾巴阡州，屬於白季薩河的右支流，發源自維德里奇卡東北面，流經拉希夫區，河道全長12公里，流域面積28.4平方公里。